# Rezolucja Rady Bezpieczeństwa ONZ nr 48
Rezolucja Rady Bezpieczeństwa ONZ nr 48 została uchwalona 23 kwietnia 1948 w trakcie 287 sesji Rady Bezpieczeństwa ONZ.
Rezolucja odnosiła się do Rezolucji RB ONZ nr 46 z dnia 17 kwietnia 1948, która wzywała wszystkie strony Wojny domowej w Mandacie Palestyny do przestrzegania szczególnych warunków rozejmu w Mandacie Palestyny.
1. Ustanowiła ona Komisję Rozejmu w Palestynie, w skład której weszli przedstawiciele członków Rady Bezpieczeństwa będący zawodowymi urzędnikami konsularnymi w Jerozolimie. Przy czym przedstawiciel Syrii wskazał, że jego rząd nie jest przygotowany do udziału w pracach Komisji. Do zadań powierzonych Komisji Rozejmu w Palestynie należał nadzór realizacji postanowień Rezolucji nr 46.
2. Komisji polecono przedstawienie w ciągu czterech dni sprawozdania z zakresu jej działalności i rozwoju aktualnej sytuacji w Palestynie. W następnym czasie Komisja miała o wszystkim na bieżąco informować Radę Bezpieczeństwa.
3. Członkowie Komisji, ich asystenci oraz personel mieli prawo podróżowania oddzielnie lub razem, jeśli Komisja uznała to za niezbędne do wykonania powierzonych zadań[1].

Za przyjęciem Rezolucji głosowało wszystkich ośmiu obecnych członków Rady, przy nieobecności przedstawicieli Kolumbii, Ukraińskiej Socjalistycznej Republiki Radzieckiej i Związku Socjalistycznych Republik Radzieckich.